# Алік Алік
Алік Л. Алік (англ. Alik L. Alik, 26 січня 1953, Косрае)- дипломат і політик, віце-президент Федеративних Штатів Мікронезії.
Закінчивши школу в Мікронезії, Алік здобув вищу освіту в Міжнародному університеті на Гаваях і коледжі Грейсланд в Айові. Повернувшись на батьківщину, він працював 2 роки у консультативному бюро при вищій школі Косрае, з 1982 року був на службі в Департаменті міжнародних відносин Мікронезії.
Із 1989 по 1998 роки Алік був послом Мікронезії на Фіджі (одночасно мав статус посла в Ізраїль і декількох державах Океанії), з 1998 по 2003 роки — послом в Японії.
У 2003 році Алік був обраний депутатом Конгресу ФШМ 13 скликання від штату Косрае, в конгресі був головою Комітету з ресурсів та розвитку. У Конгресі 14 скликання став Головою Комітету з міжнародних відносин.
11 травня 2007 року Алік Л. Алік став віце-президентом Федеративних Штатів Мікронезії при Президентові Емануелі Морі.

## Сім'я
Дружина Шра Лоно, двоє дітей.